# 12e étape du Tour de France 1998
Pour un article plus général, voir Tour de France 1998.
La douzième étape du Tour de France a eu lieu le 24 juillet 1998 entre Tarascon-sur-Ariège et Le Cap d'Agde avec 206 km de course.

## Récit
Avec un départ inédit depuis Tarascon-sur-Ariège, cette étape de transition est marquée par un mouvement des coureurs. À la suite de diverses perquisitions et gardes à vue opérées la veille, ils mettent tous pied à terre au niveau du départ réel. Laurent Jalabert s'improvise porte-parole du peloton.
La course s'élance finalement avec 2 h de retard sur l'horaire prévu, et voit le Champion de France se lancer dans une longue échappée en compagnie de son frère Nicolas et du Néerlandais Bart Voskamp.

L'échappée est reprise à 40 km de l'arrivée et l'étape s'achève au sprint sur une victoire du Champion de Belgique Tom Steels. 

Jan Ullrich conserve le Maillot jaune.

## Classement de l'étape
| \| Classement de l'étape \| Classement de l'étape \| Classement de l'étape \| Classement de l'étape \| Classement de l'étape \| \| Coureur \| Coureur \| Pays \| Équipe \| Temps \| \| --------------------- \| --------------------- \| --------------------- \| ------------------------------ \| --------------------- \| \| 1er \| Tom Steels \| Belgique \| Mapei-Bricobi \| 4 h 12 min 51 s \| \| 2e \| François Simon \| France \| Gan \| + 0 s \| \| 3e \| Stéphane Barthe \| France \| Casino \| + 0 s \| \| 4e \| Nicola Minali \| Italie \| Riso Scotti-MG Boys Maglificio \| + 0 s \| \| 5e \| Erik Zabel \| Allemagne \| Deutsche Telekom \| + 0 s \| \| 6e \| Stuart O'Grady \| Australie \| Gan \| + 0 s \| \| 7e \| Andrea Ferrigato \| Italie \| Vitalicio Seguros \| + 0 s \| \| 8e \| Aart Vierhouten \| Pays-Bas \| Rabobank \| + 0 s \| \| 9e \| Leonardo Guidi \| Italie \| Polti \| + 0 s \| \| 10e \| George Hincapie \| États-Unis \| US Postal Service \| + 0 s \| |                  |            |                                |                 |
| |                  |            |                                |                 |
| |                  |            |                                |                 |
| Classement de l'étape |                  |            |                                |                 |
| Coureur | Coureur          | Pays       | Équipe                         | Temps           |
| 1er | Tom Steels       | Belgique   | Mapei-Bricobi                  | 4 h 12 min 51 s |
| 2e | François Simon   | France     | Gan                            | + 0 s           |
| 3e | Stéphane Barthe  | France     | Casino                         | + 0 s           |
| 4e | Nicola Minali    | Italie     | Riso Scotti-MG Boys Maglificio | + 0 s           |
| 5e | Erik Zabel       | Allemagne  | Deutsche Telekom               | + 0 s           |
| 6e | Stuart O'Grady   | Australie  | Gan                            | + 0 s           |
| 7e | Andrea Ferrigato | Italie     | Vitalicio Seguros              | + 0 s           |
| 8e | Aart Vierhouten  | Pays-Bas   | Rabobank                       | + 0 s           |
| 9e | Leonardo Guidi   | Italie     | Polti                          | + 0 s           |
| 10e | George Hincapie  | États-Unis | US Postal Service              | + 0 s           |

## Classement général
Après cette étape de transition qui s'est terminée au sprint, classement général ne subit pas de modifications. Ce dernier est toujours dominé par l'Allemand Jan Ullrich (Deutsche Telekom) qui devance l'Américain Bobby Julich (Cofidis-Le Crédit par Téléphone) d'un peu plus d'une minute et le Français Laurent Jalabert (ONCE) de trois minutes et une seconde.
| \| Classement général \| Classement général \| Classement général \| Classement général \| Classement général \| \| Coureur \| Coureur \| Pays \| Équipe \| Temps \| \| ------------------ \| ------------------ \| ------------------ \| ------------------------------- \| ------------------ \| \| 1er \| Jan Ullrich \| Allemagne \| Deutsche Telekom \| 56 h 55 min 16 s \| \| 2e \| Bobby Julich \| États-Unis \| Cofidis-Le Crédit par Téléphone \| + 1 min 11 s \| \| 3e \| Laurent Jalabert \| France \| ONCE \| + 3 min 01 s \| \| 4e \| Marco Pantani \| Italie \| Mercatone Uno-Bianchi \| + 3 min 01 s \| \| 5e \| Michael Boogerd \| Pays-Bas \| Rabobank \| + 3 min 29 s \| \| 6e \| Luc Leblanc \| France \| Polti \| + 4 min 16 s \| \| 7e \| Bo Hamburger \| Danemark \| Casino \| + 4 min 44 s \| \| 8e \| Fernando Escartín \| Espagne \| Kelme-Costa Blanca \| + 5 min 16 s \| \| 9e \| Roland Meier \| Suisse \| Cofidis-Le Crédit par Téléphone \| + 5 min 18 s \| \| 10e \| Ángel Casero \| Espagne \| Vitalicio Seguros \| + 5 min 53 s \| |                   |            |                                 |                  |
| |                   |            |                                 |                  |
| |                   |            |                                 |                  |
| Classement général |                   |            |                                 |                  |
| Coureur | Coureur           | Pays       | Équipe                          | Temps            |
| 1er | Jan Ullrich       | Allemagne  | Deutsche Telekom                | 56 h 55 min 16 s |
| 2e | Bobby Julich      | États-Unis | Cofidis-Le Crédit par Téléphone | + 1 min 11 s     |
| 3e | Laurent Jalabert  | France     | ONCE                            | + 3 min 01 s     |
| 4e | Marco Pantani     | Italie     | Mercatone Uno-Bianchi           | + 3 min 01 s     |
| 5e | Michael Boogerd   | Pays-Bas   | Rabobank                        | + 3 min 29 s     |
| 6e | Luc Leblanc       | France     | Polti                           | + 4 min 16 s     |
| 7e | Bo Hamburger      | Danemark   | Casino                          | + 4 min 44 s     |
| 8e | Fernando Escartín | Espagne    | Kelme-Costa Blanca              | + 5 min 16 s     |
| 9e | Roland Meier      | Suisse     | Cofidis-Le Crédit par Téléphone | + 5 min 18 s     |
| 10e | Ángel Casero      | Espagne    | Vitalicio Seguros               | + 5 min 53 s     |

## Classements annexes
| Classement par points | Classement par points | Classement par points | Classement par points          | Classement par points |
| Coureur               | Coureur               | Pays                  | Équipe                         | Points                |
| --------------------- | --------------------- | --------------------- | ------------------------------ | --------------------- |
| 1er                   | Erik Zabel            | Allemagne             | Deutsche Telekom               | 237 pts               |
| 2e                    | Tom Steels            | Belgique              | Mapei-Bricobi                  | 161 pts               |
| 3e                    | Ján Svorada           | Tchéquie              | Mapei-Bricobi                  | 157 pts               |
| 4e                    | Robbie McEwen         | Australie             | Rabobank                       | 134 pts               |
| 5e                    | Nicola Minali         | Italie                | Riso Scotti-MG Boys Maglificio | 130 pts               |

| Classement par points | Classement par points | Classement par points | Classement par points          | Classement par points |
| Coureur               | Coureur               | Pays                  | Équipe                         | Points                |
| --------------------- | --------------------- | --------------------- | ------------------------------ | --------------------- |
| 1er                   | Erik Zabel            | Allemagne             | Deutsche Telekom               | 237 pts               |
| 2e                    | Tom Steels            | Belgique              | Mapei-Bricobi                  | 161 pts               |
| 3e                    | Ján Svorada           | Tchéquie              | Mapei-Bricobi                  | 157 pts               |
| 4e                    | Robbie McEwen         | Australie             | Rabobank                       | 134 pts               |
| 5e                    | Nicola Minali         | Italie                | Riso Scotti-MG Boys Maglificio | 130 pts               |

| Classement de la montagne | Classement de la montagne | Classement de la montagne | Classement de la montagne       | Classement de la montagne |
| Coureur                   | Coureur                   | Pays                      | Équipe                          | Points                    |
| ------------------------- | ------------------------- | ------------------------- | ------------------------------- | ------------------------- |
| 1er                       | Rodolfo Massi             | Italie                    | Casino                          | 181 pts                   |
| 2e                        | Alberto Elli              | Italie                    | Casino                          | 160 pts                   |
| 3e                        | Cédric Vasseur            | France                    | Gan                             | 126 pts                   |
| 4e                        | Christophe Rinero         | France                    | Cofidis-Le Crédit par Téléphone | 96 pts                    |
| 5e                        | Roland Meier              | Suisse                    | Cofidis-Le Crédit par Téléphone | 75 pts                    |

| Classement de la montagne | Classement de la montagne | Classement de la montagne | Classement de la montagne       | Classement de la montagne |
| Coureur                   | Coureur                   | Pays                      | Équipe                          | Points                    |
| ------------------------- | ------------------------- | ------------------------- | ------------------------------- | ------------------------- |
| 1er                       | Rodolfo Massi             | Italie                    | Casino                          | 181 pts                   |
| 2e                        | Alberto Elli              | Italie                    | Casino                          | 160 pts                   |
| 3e                        | Cédric Vasseur            | France                    | Gan                             | 126 pts                   |
| 4e                        | Christophe Rinero         | France                    | Cofidis-Le Crédit par Téléphone | 96 pts                    |
| 5e                        | Roland Meier              | Suisse                    | Cofidis-Le Crédit par Téléphone | 75 pts                    |

| Classement du meilleur jeune | Classement du meilleur jeune | Classement du meilleur jeune | Classement du meilleur jeune    | Classement du meilleur jeune |
| Coureur                      | Coureur                      | Pays                         | Équipe                          | Temps                        |
| ---------------------------- | ---------------------------- | ---------------------------- | ------------------------------- | ---------------------------- |
| 1er                          | Jan Ullrich                  | Allemagne                    | Deutsche Telekom                | 56 h 55 min 16 s             |
| 2e                           | Kevin Livingston             | États-Unis                   | Cofidis-Le Crédit par Téléphone | + 5 min 59 s                 |
| 3e                           | Christophe Rinero            | France                       | Cofidis-Le Crédit par Téléphone | + 6 min 16 s                 |
| 4e                           | Giuseppe Di Grande           | Italie                       | Mapei-Bricobi                   | + 7 min 12 s                 |
| 5e                           | Jörg Jaksche                 | Allemagne                    | Polti                           | + 10 min 50 s                |

| Classement du meilleur jeune | Classement du meilleur jeune | Classement du meilleur jeune | Classement du meilleur jeune    | Classement du meilleur jeune |
| Coureur                      | Coureur                      | Pays                         | Équipe                          | Temps                        |
| ---------------------------- | ---------------------------- | ---------------------------- | ------------------------------- | ---------------------------- |
| 1er                          | Jan Ullrich                  | Allemagne                    | Deutsche Telekom                | 56 h 55 min 16 s             |
| 2e                           | Kevin Livingston             | États-Unis                   | Cofidis-Le Crédit par Téléphone | + 5 min 59 s                 |
| 3e                           | Christophe Rinero            | France                       | Cofidis-Le Crédit par Téléphone | + 6 min 16 s                 |
| 4e                           | Giuseppe Di Grande           | Italie                       | Mapei-Bricobi                   | + 7 min 12 s                 |
| 5e                           | Jörg Jaksche                 | Allemagne                    | Polti                           | + 10 min 50 s                |

| Classement par équipes | Classement par équipes          | Classement par équipes | Classement par équipes |
| Équipe                 | Équipe                          | Pays                   | Temps                  |
| ---------------------- | ------------------------------- | ---------------------- | ---------------------- |
| 1re                    | Cofidis-Le Crédit par Téléphone | France                 | 170 h 40 min 41 s      |
| 2e                     | Casino                          | France                 | + 18 min 39 s          |
| 3e                     | Banesto                         | Espagne                | + 22 min 45 s          |
| 4e                     | Polti                           | Italie                 | + 23 min 05 s          |
| 5e                     | Deutsche Telekom                | Allemagne              | + 24 min 22 s          |

| Classement par équipes | Classement par équipes          | Classement par équipes | Classement par équipes |
| Équipe                 | Équipe                          | Pays                   | Temps                  |
| ---------------------- | ------------------------------- | ---------------------- | ---------------------- |
| 1re                    | Cofidis-Le Crédit par Téléphone | France                 | 170 h 40 min 41 s      |
| 2e                     | Casino                          | France                 | + 18 min 39 s          |
| 3e                     | Banesto                         | Espagne                | + 22 min 45 s          |
| 4e                     | Polti                           | Italie                 | + 23 min 05 s          |
| 5e                     | Deutsche Telekom                | Allemagne              | + 24 min 22 s          |

## Abandons
aucun